# Petrom
OMV Petrom ist das größte integrierte Energieunternehmen in Südosteuropa. Im Jahr 2020 betrug die Erdöl- und Erdgasproduktion 53 Millionen Fass Öläquivalent, die jährliche Raffineriekapazität belief sich auf 4,5 Millionen Tonnen. Darüber hinaus betreibt das Unternehmen ein 860 Megawatt Kraftwerk und 793 Tankstellen der Marke OMV und Petrom in Rumänien und Nachbarländern (Stand 31. Dezember 2020). 
Die OMV Petrom steht mit 51 % im Eigentum der OMV Aktiengesellschaft, weitere 20,6 % hält der rumänische Staat über das Energieministerium, der Investmentfonds Fondul Proprietatea ist mit 7 % beteiligt und die restlichen 21,4 % befinden sich durch die Notierung an der Bukarester Börse und der London Stock Exchange im Streubesitz.
Mit Steuern- und Dividendenzahlungen in der Höhe von rund 32 Milliarden Euro in den Jahren von 2005 bis 2020 ist die OMV Petrom der größte Beitragszahler zum rumänischen Staatsbudget.